# Severin (Croazia)
Severin è un comune della Croazia di 1 038 abitanti della regione di Bjelovar e della Bilogora.